# جوناثان هودغ والكر
جوناثان هودغ والكر (بالإنجليزية: Jonathan Hoge Walker)‏ هو قاضي ومحامي أمريكي، ولد في 20 يوليو 1754، وتوفي في 23 مارس 1824.